# Codonacanthus spicatus
Codonacanthus spicatus là một loài thực vật có hoa trong họ Ô rô. Loài này được Hand.-Mazz. mô tả khoa học đầu tiên năm 1934.